# Obszar samorządowy (Australia)
Obszar samorządowy, LGA (ang. local government area) – jednostka podziału administracyjnego niższego szczebla w Australii, administrowana przez stan lub terytorium. We wszystkich stanach wprowadzony jest podział jednostopniowy, ponadto jednostki samorządu posiadają te same kompetencje oraz ich granice nie pokrywają się, jednak w ich nazewnictwie używa się kilku różnych terminów, m.in. city (miasto), municipality (gmina), shire (hrabstwo) i rural city (gmina wiejska). Jedynie w Australijskim Terytorium Stołecznym nie wprowadzono podziału na obszary samorządowe, ponieważ rząd Australijskiego Terytorium Stołecznego łączy zarówno funkcje terytorium, jak i samorządu. Kompetencje samorządów określane są przez władze stanowe i terytorialne oraz decydują one o położeniu geograficznym samorządu. Dlatego w poszczególnych stanach i terytoriach kompetencje samorządu mogą się w nieznaczny sposób różnic, pomimo tego w każdym stanie odgrywają podobną role. Istnieją także obszarów wyłączonych spod jurysdykcji jakiegokolwiek samorządu, głównie ze względu na swoje skrajnie niskie zaludnienie (np. w stanie Australia Południowa), są one określane terminem obszaru niemunicypalnego (ang. unincorporated) i administrowane są bezpośrednio przez władze stanowe.

## Historia
Pierwszym obszarem samorządowym w Australii był Adelaide Corporation został utworzony w roku 1840 przez prowincje stanu Australia Południowa. W 1842 roku powstał pierwszy samorząd w stanie Wiktoria City of Melbourne. Wszystkie wczesne formy samorządów charakteryzowały się niestabilną formą prawną. Dopiero w latach 60. i 70. XIX wieku, ówczesne kolonie zaczęły tworzyć stabilne formy obszarów samorządowych głównie w celu pozyskanie funduszy na budowę dróg na obszarach rolniczych i w regionach niezurbanizowanych.
W roku 1874 rząd stanu Wiktoria pierwszy wprowadził ustawę (ang. The Local Government Act 1874) w celu regulacji prawnych dla obszarów samorządowych. Obecne ustawy o obszarach samorządowych pochodzą przede wszystkim z lat 90. XX wieku. Stan Wiktoria przyjął nową ustawę w 1989 roku (ang. The Local Government Act 1989), w 1993 roku przez rządy Nowej Południowej Walii oraz Tasmanii. W stanie Australia Zachodnia ustawa pochodzi z roku 1995. W XXI wieku jedynie w stanie Queensland została wprowadzona nowa ustawa, która pochodzi z 2009 roku.
W latach 80. i 90. XX wieku stany przeprowadziły reformy samorządowe. W ich wyniku np. w stanie Wiktoria zostały przeprowadzono zmiany, które polegały na korekcie granic samorządów oraz łączeniu mały jednostek administracyjnych w większe. W roku 1993 w Wiktorii funkcjonowało 210 samorządów, w wyniku przeprowadzonych reformy od 1995 roku istnieje 79 jednostek administracyjnych. Podobne reformy zostały również przeprowadzone w 2008 roku w Queenslandzie (The Local Government Reform Implementation Act 2007) i w Terytorium Północnym.

## Zapisy w konstytucjach stanowych

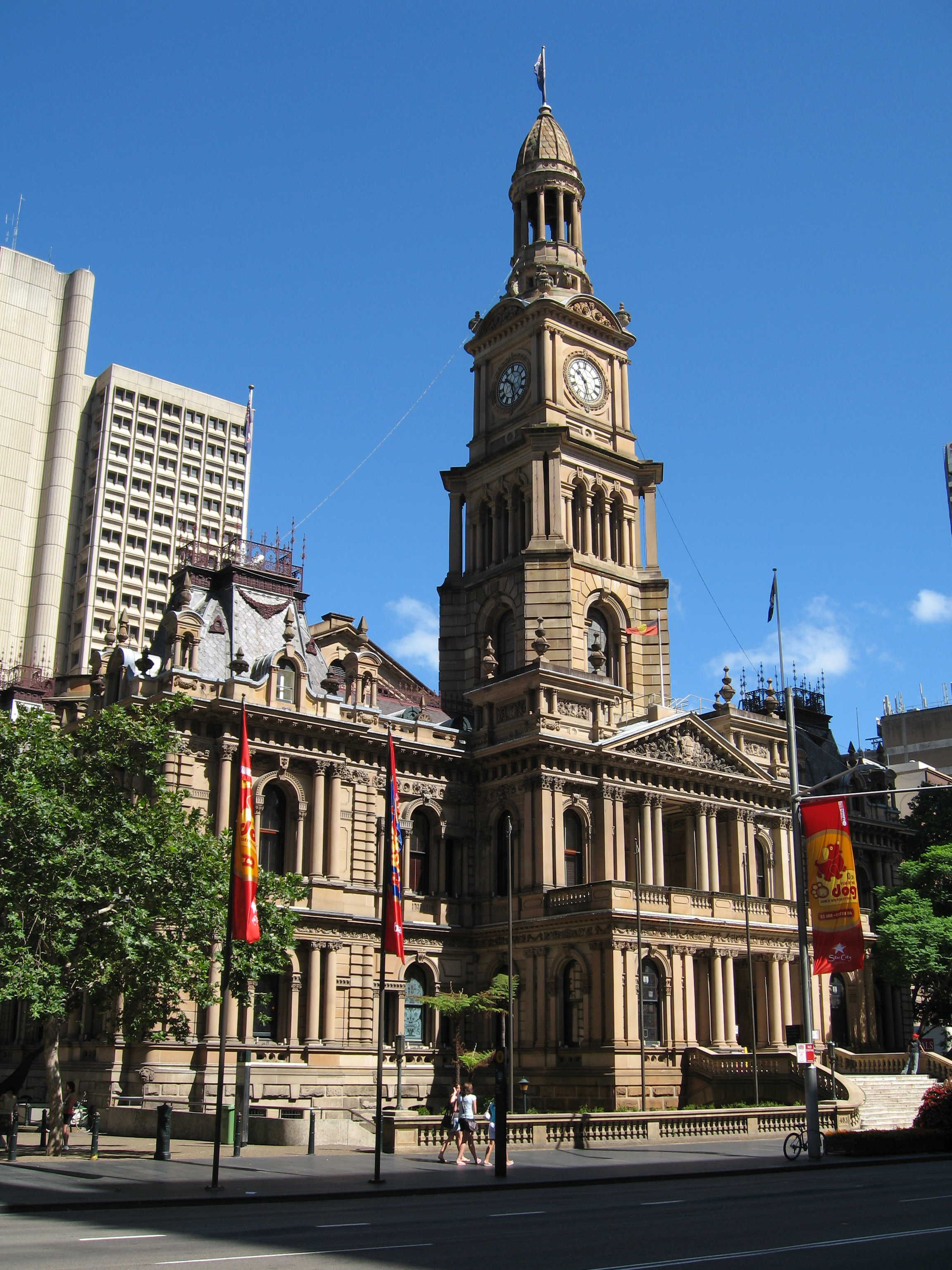
Siedziba rady samorządu City of Sydney.

Obszar samorządowy nie został dotychczas uznany w konstytucji Australii, tym samym samorząd nie jest uznawana jako podstawowa instytucja lokalna w Australii. Australian Local Government Association (ALGA, Australijskie Stowarzyszenie Samorządów) opowiada się za ujęciem samorządów w australijskiej konstytucji. Mimo niewprowadzenia zapisów o samorządach w konstytucji Australii wszystkie stany uznały je w swoich konstytucjach. W Terytorium Północnym władza formalnie sprawowana jest przez rząd federalny Australii, wynika to z faktu, że Terytorium Północne wciąż uznawane jest za terytorium federalne. Jednak na mocy ustawy Northern Territory (Self-Government) Act 1978  wydanej przez parlament Australii władze terytorialne otrzymały w pewnym stopniu samodzielność i to one odpowiedzialne są za tworzenie obszarów samorządowych.

### Australia Południowa
Konstytucja stanu Australia Południowa zapewnia w artykule 64A ciągłość trwania obszarów samorządowych w stanie. Parlament nadaje moc prawną wybranym w głosowaniu radą zarządzającym oraz określa ich kompetencje i obowiązki w wydawanych ustawach.

### Australia Zachodnia
Konstytucja stanu Australia Zachodnia określa w dwóch artykułach prawa samorządów. W artykule 52 stanowej konstytucji mowa jest o wybieraniu rad samorządów. Zgromadzenie Ustawodawcze będzie utrzymywać system rad samorządów wybranych w głosowaniu i powoływanych w sposób w jaki przewiduje to Zgromadzenie Ustawodawcze oraz każda wybrana rada samorządu będzie posiadała moc prawną nadaną przez Zgromadzenie Ustawodawcze. Artykuł 53 określa pewne prawa, które nie wpływają na wakat w radzie samorządu, zapewniają administracje na danym obszarze oraz nadają władze osobie zamiast radzie samorządu, jednoczesne artykuł 52 nie ingeruje w żadną moc prawną (ang. operation of law) artykułu 53.

### Nowa Południowa Walia
W konstytucji Nowej Południowej Walii mowa o samorządach jest w 8 części, w artykule numer 51. Konstytucja zapewnia ciągłość systemu samorządu w stanie, rada każdego samorządu wybierana jest w głosowaniu lub jest ona wyznaczana. Zgromadzenie Ustawodawcze Nowej Południowej Walii określa zakres kompetencji wszystkich samorządów.

### Queensland
Konstytucja stanu Queensland zawiera aż 9 artykułów (od 70 do 78) dotyczących samorządów. Zapis o samorządach znajduje się w rozdziale 7 i jest podzielony na trzy części. W części pierwszej (artykułu nr 70 i 71) zapewnione jest istnienie systemu samorządowego w Queenslandzie oraz jego złożoności z licznych samorządów i określa ich wymogi. Część druga (artykuły 72 – 76) poświęcona jest procedurze ograniczającej rozpad samorządów. Rozwiązanie samorządu musi zostać zgłoszone w ciągu 14 dniu do Parlamentu Queenslandu, rozwiązanie jest tylko wtedy możliwe jeżeli zatwierdzi je Parlament. Ostatnia część (artykuły 77 i 78) określa specjalne procedury dla szczególnych ustaw samorządów.

### Tasmania

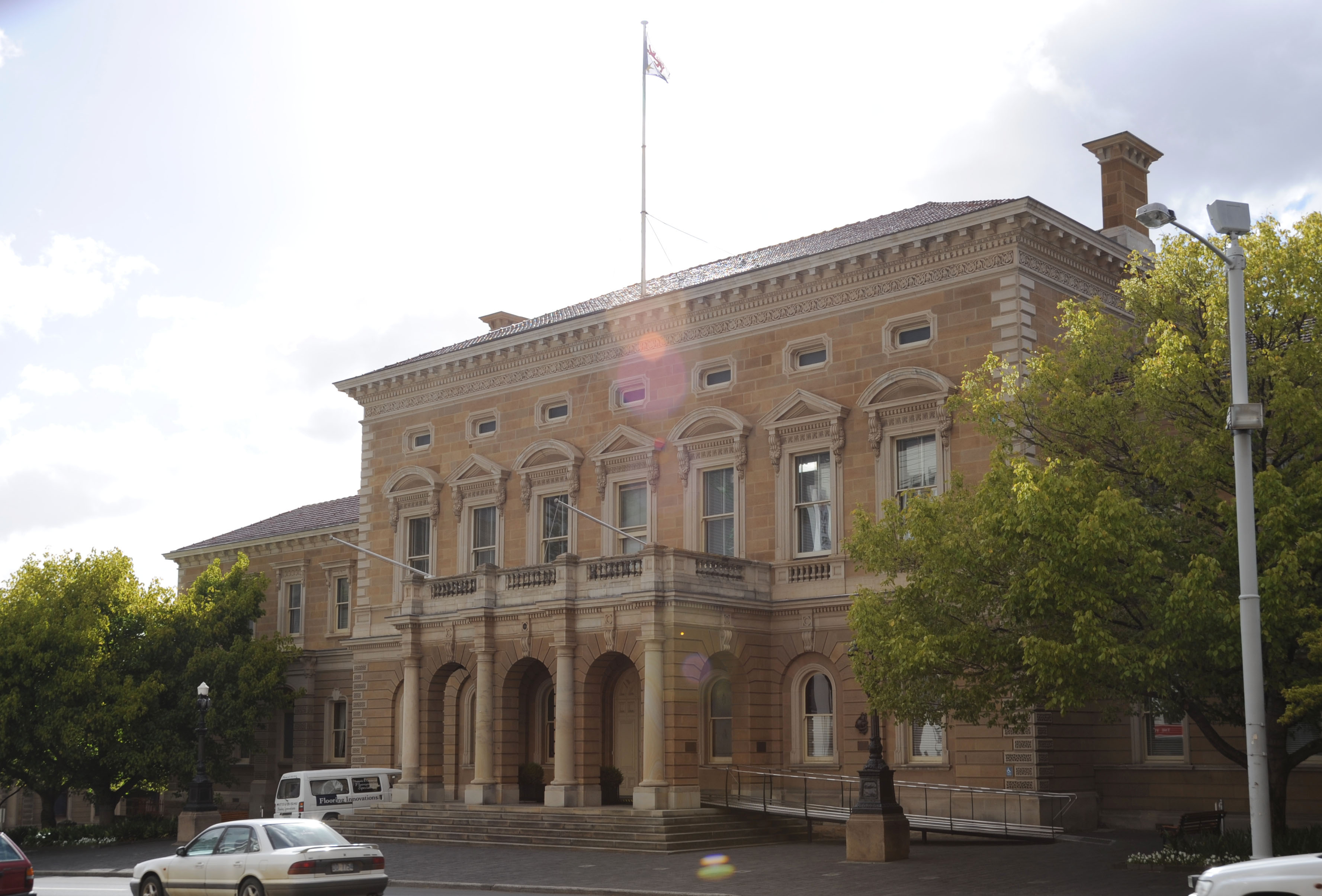
Siedziba rady samorządu City of Hobart.

Konstytucja stanu Tasmania ujęła wpis o samorządach w części IVA w artykule 45, który podzielony jest na trzy części. Część pierwsza (45A) dotyczy wyboru rady samorządu, którą określa Parlament Tasmanii oraz nadaje im kompetencje władzy. W drugiej części (45B) zostały określa pewne prawa, które nie wpływają na wakat w radzie samorządowej, zapewniają administracje na danym obszarze oraz nadają władze osobie zamiast radzie samorządu, jednoczesne część 45A nie ingeruje w żadną moc prawną artykułu 45B. Trzecia część artykułu (45C) zaznacza, że żadna zmiana granic samorządów niemożne mieć miejsca bez rekomendacji rady samorządu na podstawie zapisu w ustawie o samorządach (ang. The Local Government Act 1993).

### Wiktoria
W konstytucji stanu Wiktoria mowa o samorządach jest w części IIA, która podzielona jest na dwa podpunkty. W podpunkcie 74A – rada każdego samorządu wybierana jest w głosowaniu, a jej funkcje i kompetencje nadawane są przez Parlament Wiktorii. Podpunkt 74B określa prawa, które nadane są samorządom przez rząd stanowy.

## Referendum z 1988
3 września 1988 roku przeprowadzono w Australii referendum w celu wprowadzenie 4 poprawek do konstytucji, które dotyczyły kadencji parlamentu, uczciwych wyborów, samorządów oraz praw i wolności (ang. rights and freedoms). Wszystkie proponowane zmiany zostały odrzucone w referendum. W celu wprowadzenia zmian w konstytucji australijskiej Izba Reprezentantów oraz Senat Australii muszą poprzeć większością głosów proponowaną poprawkę, która wcześniej musi zostać poparta w ogólnokrajowym referendum.
Poprawka dotycząca samorządów miała na celu uznanie samorządów w australijskiej konstytucji. Wyborcy odpowiadali na pytanie: Czy popiera Pan/Pani proponowaną zmianę?
| Stan, terytorium                                                                      | Uprawnionych do głosowania | Głosujących | Za        | Za    | Przeciw   | Przeciw | Glosy nieważne |
| Stan, terytorium                                                                      | Uprawnionych do głosowania | Głosujących |           | %     |           | %       | Glosy nieważne |
| Nowa Południowa Walia                                                                 | 3 564 856                  | 3 297 246   | 1 033 364 | 31,70 | 2 226 529 | 68,30   | 37 353         |
| Wiktoria                                                                              | 2 697 096                  | 2 491 183   | 882 020   | 36,06 | 1 563 957 | 63,94   | 45 206         |
| Queensland                                                                            | 1 693 247                  | 1 542 293   | 586 942   | 38,31 | 945 333   | 61,69   | 10 018         |
| Australia Południowa                                                                  | 937 974                    | 873 511     | 256 421   | 29,85 | 602 499   | 70,15   | 14 591         |
| Australia Zachodnia                                                                   | 926 636                    | 845 209     | 247 830   | 29,76 | 584 863   | 70,24   | 12 516         |
| Tasmania                                                                              | 302 324                    | 282 785     | 76 707    | 27,50 | 202 214   | 72,50   | 3864           |
| Australijskie Terytorium Stołeczne                                                    | 166 131                    | 149 128     | 58 755    | 39,78 | 88 945    | 60,22   | 1428           |
| Terytorium Północne                                                                   | 74 695                     | 56 370      | 21 449    | 38,80 | 33 826    | 61,20   | 1095           |
| Łącznie                                                                               | 10 362 959                 | 9 537 725   | 3 163 488 | 33,61 | 6 248 166 | 66,39   | 126 071        |
| Do uzyskania większości i przyjęcia poprawki w konstytucji zabrakło 3 084 678 głosów. |                            |             |           |       |           |         |                |
| Poprawka odrzucona                                                                    |                            |             |           |       |           |         |                |

## Typy obszarów samorządowych

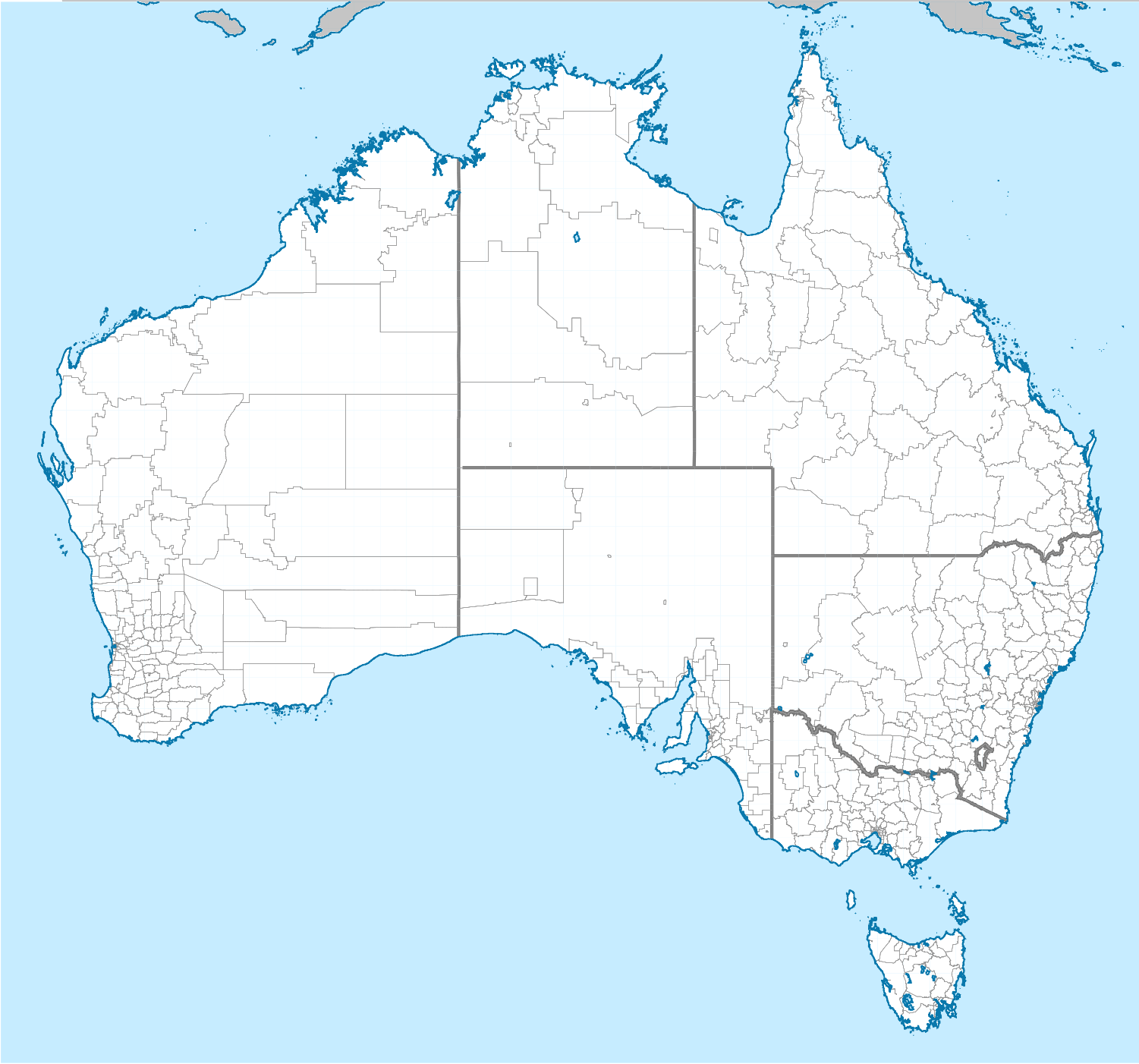
Obszary samorządowe w Australii

Wszystkie obszary samorządowe zasadniczo pełnią podobna funkcje, jednak w ich nazewnictwie wyróżnia się kilka terminów. Termin „obszar samorządowy” stosowany jest w odniesieniu do wszystkich samorządów w Australii, niezależnie od stanu. Według Australian Standard Geographical Classification (pol. Australijskie Standardy Klasyfikacji Geograficznej) wyróżnionych zostało 10 typów samorządów:
- area (obszar)
- borough (okręg)
- city (miasto)
- community government council (rada społeczna)
- district council (rada okręgowa)
- municipality/municipal council (rada gminy miejskiej)
- municipality (gmina)
- rural city (gmina wiejska)
- shire (hrabstwo)
- town (miasteczko).

Wielkie miasta Australii np. Melbourne, Perth i Sydney w sensie administracyjnym nie posiada jako całość żadnej osobowości prawnej i stanowią zbiór zupełnie niezależnych od siebie jednostek samorządowych. Kwestie o znaczeniu ogólnomiejskim pozostają w gestii władz stanowych. W skład tych aglomeracji mogą wchodzi jednostki różnego typu m.in.: city, shire, municipality; przy czym typy city obejmują zazwyczaj centralne regiony aglomeracji, a pozostałe obszary peryferyjne. Wyjątek stanowią miasta m.in. Brisbane i Gold Coast, które w całości wchodzą w skład jednego obszaru samorządowego odpowiedni City of Brisbane i Gold Coast City.
W celu identyfikacji poszczególnych samorządów Australian Bureau of Statistics wprowadziło czterocyfrowy kod dla określenia każdego samorządu. Wszystkie kody kończą się na cyfrę 0. Dodatkowo samorządy zostały podzielone na lokalne obszary statystyczne (ang. statistical local area). Jeżeli w samorządzie utworzono tylko jeden obszar statystyczny to kod zarówno dla samorządu, jak i obszaru statystycznego jest taki sam. Jeżeli utworzono więcej obszarów statystycznych, wówczas istnieje jeden kod dla samorządu oraz osobne dla obszarów statystycznych wchodzących w jego skład.

## Kompetencje
Kompetencje poszczególnych samorządów różnią się w nieznaczny sposób w zależności od władz stanowych i terytorialnych. W gestii samorządów leżą takie funkcje jak:
- konserwacja infrastruktury drogowej (drogi lokalne, mosty)
- zarządzanie wywozem odpadów komunalnych
- infrastruktura kanalizacyjna
- kontrola czystości wód
- inspekcje sanitarne
- usługi zdrowotne
- usługi społeczne (np. zapewnienie opieki nad dziećmi, opieka nad starszymi osobami, schroniska)
- usługi budowlane (w tym kontrole budynków, wydawanie licencji budowlanych)
- administrowanie lotnisk, portów, cmentarzy
- zapewnienie dostępu do obiektów kulturalnych (np. biblioteki, muzea)
- zapewnienie obszarów rekreacyjnych dla społeczności (np. baseny, centra rekreacyjne, tereny kempingowe itp.).

Samorządy nie sprawują władzy nad systemem edukacyjnym i nie są odpowiedzialne również za bezpieczeństwo obywateli (policja, straż pożarna), kompetencje te leżą w gestii władz stanowych.